# Франчук Карпо Якович
Карпо́ Я́кович Франчу́к (30 вересня (13 жовтня) 1915 , Вишнопіль, Уманський повіт, Київська губернія, Російська імперія  — 29 листопада 1956 , Вишнопіль, Черкаська область ) — радянський військовий льотчик, Герой Радянського Союзу (1945), у роки німецько-радянської війни штурман авіаескадрильї 650-го бомбардувального авіаційного полку (188-а бомбардувальна авіаційна дивізія, 15-а повітряна армія, 2-й Прибалтійський фронт).

## Біографія
Народився 30 вересня (13 жовтня) 1915 року в селі Вишнопіль (нині Тальнівського району Черкаської області України). Українець. З 1924 року працював у сільському господарстві. У 1933 році закінчив 7 класів школи в рідному селі, в 1938 році — Уманський технікум механізації сільського господарства. Працював помічником старшого механіка Кам'янської машинно-тракторної станції.
В Червоній армії з жовтня 1938 року. У 1939 році закінчив Воронезьку школу молодших авіаційних фахівців, до серпня того ж року служив авіамеханіком в стройових частинах ВПС (у Воронежі). У 1940 році закінчив Мелітопольське військове авіаційне училище льотчиків і льотчиків-спостерігачів. Служив штурманом у стройових частинах ВПС (в Одеському військовому окрузі).
Учасник Другої Світової війни: у червні 1941 — травні 1942 — штурман ланки 210-го бомбардувального авіаційного полку, в травні-грудні 1942 року — штурман авіаескадрильї 366-го окремого розвідувального авіаційного полку, в січні-серпні 1943 року — штурман авіаескадрильї 288-го бомбардувального авіаційного полку, в серпні 1943 — травні 1945 року — штурман авіаескадрильї і штурман 650-го бомбардувального авіаційного полку.
Воював на Південному, Північно-Кавказькому, Закавказькому, 2-му Прибалтійському і 1-му Білоруському фронтах. Брав участь в оборонних операціях на півдні Україні, на Донбасі і Дону, в битві за Кавказ, звільнення Кубані, в Ризькій і Берлінській операціях. За час війни здійснив 311 бойових вильотів (197 вильотів — на бомбардувальнику Су-2 та 114 вильотів — на бомбардувальнику Пе-2), в повітряних боях особисто збив три літаки противника.
За мужність і героїзм, проявлені в боях, Указом Президії Верховної Ради СРСР від 18 серпня 1945 року майору Франчуку Карпу Яковичу присвоєно звання Героя Радянського Союзу з врученням ордена Леніна і медалі «Золота Зірка» (№ 8879).
Після війни продовжував службу в стройових частинах ВПС (у Закавказькому військовому окрузі). У 1950 році закінчив Краснодарскую вищу офіцерську школу штурманів ВПС. З 1951 року — на штабних посадах у ВПС.
У липні 1952 — липні 1953 року брав участь у бойових діях в Кореї на посаді начальника розвідки — заступника начальника штабу 216-ї винищувальної авіаційної дивізії.
Після повернення з Кореї служив заступником начальника штабу авіадивізії по командному пункту (в Північному військовому окрузі). Від серпня 1954 року підполковник К. Я. Франчук — у відставці.
Жив у селі Вишнополі. Помер 29 листопада 1956 року. Похований у Вишнополі.

## Нагороди, пам'ять
Підполковник (1950), військовий штурман 2-го класу (1950).
Нагороджений орденом Леніна (18.08.1945), трьома орденами Червоного Прапора (16.11.1941, 9.09.1942, 3.10.1945), орденами Вітчизняної війни 1-го ступеня (15.01.1945), Червоної Зірки (1954), медалями.
Його ім'ям названа вулиця в рідному селі.